# Sainte-Colombe (Rhône)
Sainte-Colombe (auch: Sainte-Colombe-lès-Vienne) ist eine französische Gemeinde mit 1.994 Einwohnern (Stand: 1. Januar 2022) im Département Rhône in der Region Auvergne-Rhône-Alpes. Sainte-Colombe gehört zum Arrondissement Lyon und zum Kanton Mornant (bis 2015: Kanton Condrieu).

## Geographie
Sainte-Colombe liegt etwa 26 Kilometer südlich von Lyon an der Rhône.

## Nachbargemeinden
Umgeben wird Sainte-Colombe von den Nachbargemeinden Saint-Romain-en-Gal im Norden und Nordwesten, Vienne im Osten sowie Saint-Cyr-sur-le-Rhône im Südwesten.
Durch die Gemeinde führen die Autoroute A7 und die frühere Route nationale 86 (heutige D386).

## Bevölkerungsentwicklung
| Jahr                       | 1962 | 1968 | 1975 | 1982 | 1990 | 1999 | 2006 | 2017 |
| Einwohner                  | 1881 | 1862 | 1722 | 1580 | 1560 | 1808 | 1911 | 1909 |
| Quellen: Cassini und INSEE |      |      |      |      |      |      |      |      |

## Sehenswürdigkeiten
- Konvent der Minderen Brüder (franziskanischer Orden) mit Kirche
- Turm Les Valois, 1336 erbaut, seit 1919 Monument historique
- Römische Mosaike

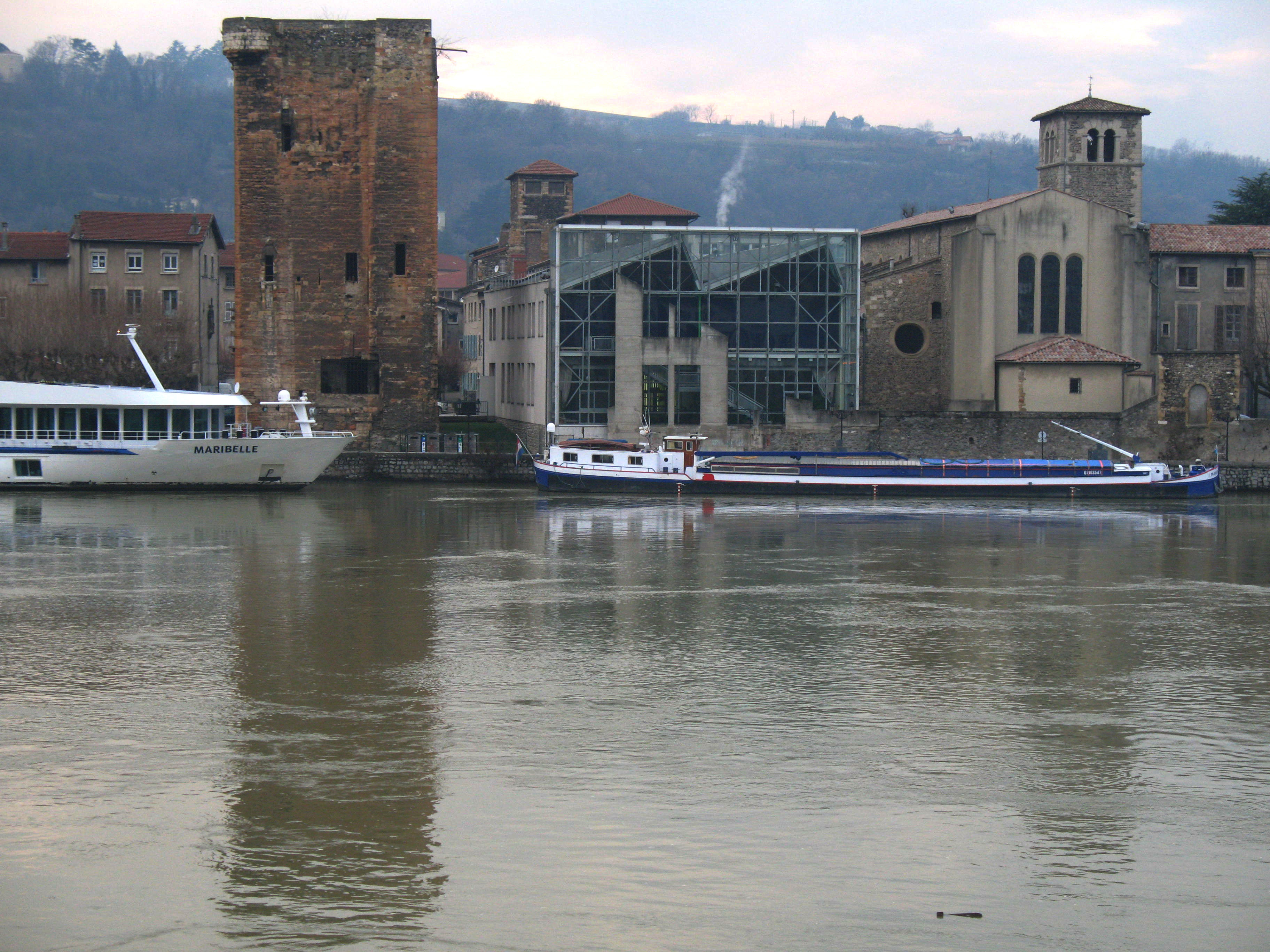
Turm Les Valois und Kirche des Franziskanerkonvents

## Persönlichkeiten
- Didier Christophe (* 1956), Fußballspieler und -trainer
- René Cotton (1914–1971), Skiläufer, Automobilrennfahrer und Motorsportmanager

## Gemeindepartnerschaft
Mit der italienischen Gemeinde Rudiano in der Provinz Brescia (Lombardei) besteht eine Partnerschaft.